# Harita plinthopa
Harita plinthopa är en fjärilsart som beskrevs av George Thomas Bethune-Baker 1908. Harita plinthopa ingår i släktet Harita och familjen nattflyn. Inga underarter finns listade i Catalogue of Life.